# Fantasmas de Faddeev-Popov
Na física, os Fantasmas de Faddeev-Popov (também chamado de campos fantasmas) são campos adicionais os quais são introduzidos em teorias quânticas de campos de gauge para manter a consistência da integração funcional. Eles têm esse nome para homenagear Ludvig Faddeev e Victor Popov.
Tais campos são escalares que obedecem as estatísticas de Fermi. De acordo com o teorema spin-estatística, os fantasmas de Faddeev-Popovs violariam a causalidade.

## Campos fantasmas Lagrange
O Lagrange para os campos de fantasmas {\displaystyle c^{a}(x)\,} nas teorias de Yang-Mills (onde {\displaystyle a} é um índice na representação adjunta do grupo de calibre) é dado por
{\displaystyle {\mathcal {L}}_{\text{fantasma}}=\partial _{\mu }{\bar {c}}^{a}\partial ^{\mu }c^{a}+gf^{abc}\left(\partial ^{\mu }{\bar {c}}^{a}\right)A_{\mu }^{b}c^{c}\;.}
O primeiro termo é um termo cinético como para campos escalares regulares complexos, e o segundo termo descreve a interação com os campos de gauge. Note que nas teorias abelianas de gauge (como na eletrodinâmica quântica) os fantasmas não têm qualquer efeito desde que {\displaystyle f^{abc}=0} e, conseqüentemente, as partículas fantasmas não interagem com os campos de gauge.